# ChatZilla
ChatZilla est un client IRC libre conçu pour les logiciels basés sur les technologies du projet Mozilla. Ainsi, il peut être ajouté à Mozilla Firefox sous forme d'une extension et est inclus dans SeaMonkey (anciennement suite Mozilla). Il est écrit en XUL et JavaScript.
Il a été conçu pour fonctionner sur toutes les plates-formes où tourne Mozilla, comme Mac OS X, Linux, Windows, Solaris, IRIX, BeOS, HP-UX, OS/2 et BSD. Il prend en charge de nombreuses caractéristiques d'autres clients IRC. Les messages sont affichés en utilisant CSS ; ainsi, les paramètres du client peuvent facilement être modifiés, en incluant par exemple une photographie liée aux utilisateurs des salons.
Chatzilla n'est plus compatible avec Firefox depuis la version 57, le système de WebExtensions ayant des limitations ne permettant plus le fonctionnement du client. Celui-ci n'est donc plus développé depuis novembre 2017.